# Halichoeres podostigma
Halichoeres podostigma es una especie de peces de la familia Labridae en el orden de los Perciformes.

## Morfología
Los machos pueden llegar alcanzar los 18,5 cm de longitud total.

## Distribución geográfica
Se encuentran en Indonesia y Filipinas.